# Xyrosaris
Xyrosaris é um gênero de mariposa pertencente à família Acrolepiidae.